# Giardia
Giardia är ett släkte av anaeroba flagellerade urdjur (protozoparasiter) av stammen Diplomonada i supergrupp Excavata (uppkallad efter det utgrävda spåret på ena sidan av cellkroppen) som koloniserar och förökar sig i tunntarmen hos flera ryggradsdjur, vilket orsakar giardiasis. Livscykeln växlar mellan ett aktivt simmande trofozoit stadium och en smittsam resistent cysta. Arten är uppkallad efter den franska zoologen Alfred Mathieu Giard.

## Egenskaper
Liksom andra diplomonader har Giardia två kärnor, var och en med fyra tillhörande flageller och saknar både mitokondrier och en golgiapparat. Men de är nu kända för att besitta mitokondriella lämningar, kallade mitosomes. Dessa används inte i ATP-syntes som mitokondrierna gör, men är involverade i mognaden av järn-svavel proteiner. De synapomorphieerna av arten Giardia inkluderar celler med dubbla organeller, avsaknad av cytostom (cellmun) och ventral självhäftande skiva.

### Infektion och symtom
Giardia lever i tarmarna hos infekterade människor och djur. Individerna blir smittade när de kommer i kontakt med förorenade livsmedel, jord eller vatten. Giardiaparasiten härstammar från förorenade föremål och ytor som har präglats av avföring från ett infekterat djur. Symptomen på giardia, som kan komma 2 dagar efter infektion, är bland annat våldsamma diarréer, överflödig gasbildning, magkramper och illamående. Detta kan leda till uttorkning och näringsbrist som kräver omedelbar behandling. Efter 1-2 dagars diarré inträffar det motsatta, förstoppning under 4-7 dagar, fortfarande med stark gasproduktion. Infektionen kan ibland vara lindrigare och försvinna utan behandling. Samlevnad med parasiten är möjlig, men man kan förbli smittbärare och överföra sjukdomen till andra. Läkemedel som innehåller tinidazol eller metronidazol lindrar symtomen. 

### Förebyggande
Överföring mellan människor står för en majoritet av alla giardiainfektioner och är beror som regel på dålig hygien. Vattenburen smitta beror oftast på att man fått i sig förorenat vatten. I USA förekommer utbrott i företrädesvis mindre vattendrag på grund av otillräckligt behandlat ytvatten. Blöjbyten och bristfällig handhygien är andra riskfaktorer för smitta från infekterade barn. Slutligen kan livsmedelsburna epidemier av giardia uppstå om personer som hanterar livsmedel är smittade.

## Systematik
Cirka 40 arter har beskrivits från olika djur, men många av dem är förmodligen synonymer. För närvarande är fem till sex morfologiskt distinkta arter erkända. Giardia lamblia infekterar människor och däggdjur, Giardia microti infekterar sorkar och Giardia muris har hittats i andra däggdjur, Giardia ardeae och Giardia psittaci infekterar fåglar, Giardia agilis infekterar amfibier. Andra beskrivna arter är :
- Giardia beckeri
- Giardia beltrani
- Giardia botauri
- Giardia bovis
- Giardia bradypi
- Giardia canis
- Giardia caprae
- Giardia cati
- Giardia caviae
- Giardia chinchillae
- Giardia dasi
- Giardia equii
- Giardia floridae
- Giardia hegneri
- Giardia herodiadis
- Giardia hyderabadensis
- Giardia irarae
- Giardia marginalis
- Giardia melospizae
- Giardia nycticori
- Giardia ondatrae
- Giardia otomyis
- Giardia pitymysi
- Giardia pseudoardeae
- Giardia recurvirostrae
- Giardia sanguinis
- Giardia serpentis
- Giardia simoni
- Giardia sturnellae
- Giardia suricatae
- Giardia tucani
- Giardia varani
- Giardia viscaciae
- Giardia wenyoni

Genetiska och biokemiska studier har visat att heterogena Giardia lamblia, som innehåller troligen minst åtta linjer eller kryptiska arter.

## Genom
Ett Giardia isolat (WB) var den första diplomonad att få sin arvsmassa sekvenseras. Dess 11,7 miljoners baspar är kompakt strukturerade. Arvsmassan innehåll även förenklade och grundläggande instruktioner av cellens uppbyggnad och metabolism. För närvarande håller genomen hos flera andra Giardia-isolat på att sekvenseras och diplomonader håller på att sekvenseras Ett andra isolat (B assemblage) från människa har sekvenserats tillsammans med en art från en gris (E assemblage). Det finns ungefär 5000 gener i genomet. E assemblage är närmare släkt med A-assemblage än vad den är B. Ett antal kromosomala omflyttningar syns.